# 장 키캉푸아
장 키캉푸아(프랑스어: Jean Quiquampoix, 1995년 11월 3일~)는 프랑스의 사격 선수로 주 종목은 속사권총이다. 2016년 하계 올림픽에서 남자 속사권총 은메달을 획득했고 2020년 하계 올림픽 남자 속사권총에서 금메달을 획득했다.